# USS Mobile Bay (CG-53)
El USS Mobile Bay (CG-53), llamado así en honor a la batalla de la bahía de Mobile, es un crucero lanzamisiles de la clase Ticonderoga de la Armada de los Estados Unidos en servicio desde 1987.

## Construcción
Construido por Ingalls Shipbuilding (Misisipi), fue puesta la quilla en 1984 (el 6 de junio). El casco fue botado el 22 de agosto de 1985. Y se unió a la marina de guerra el 21 de febrero de 1987.

## Historial de servicio

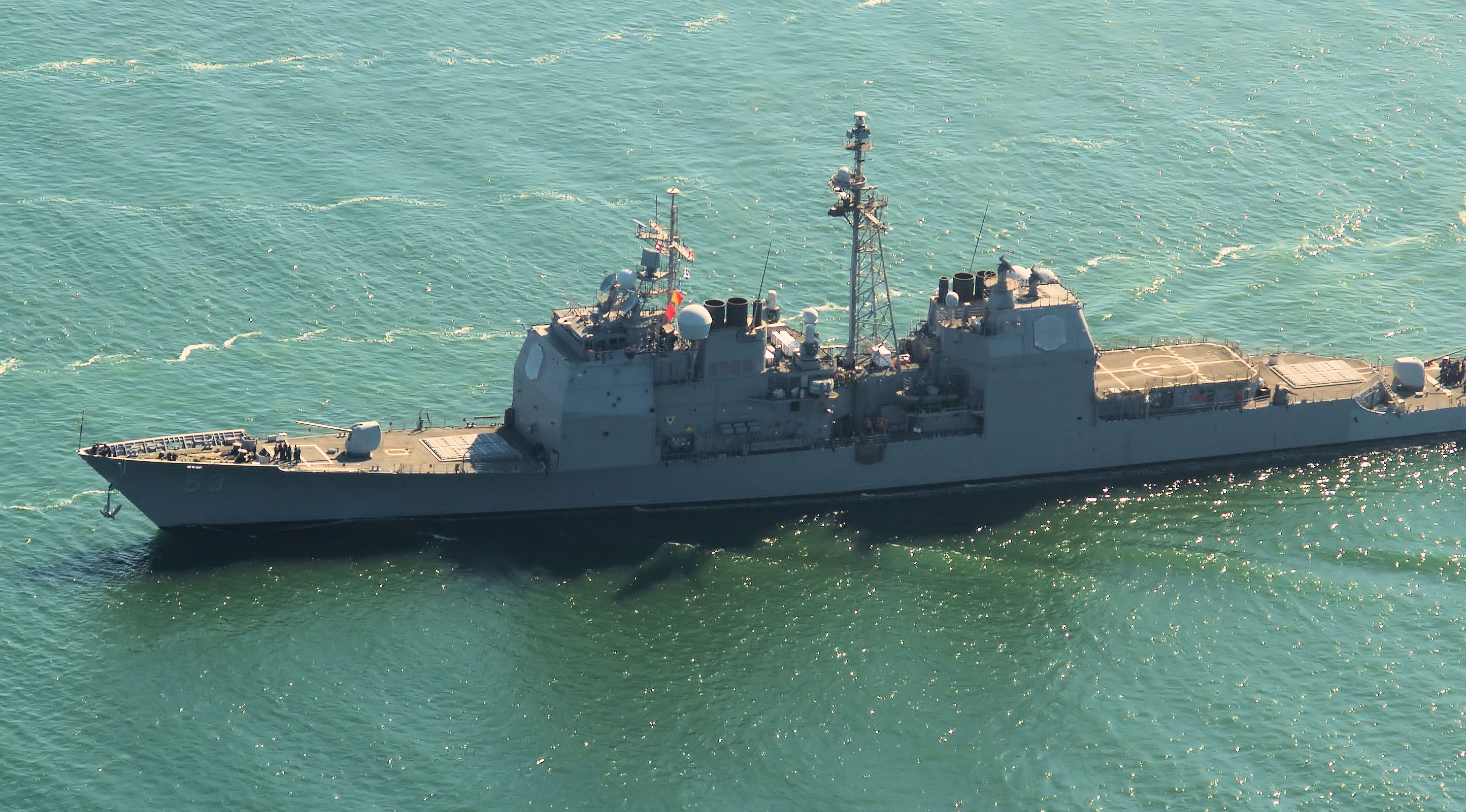
Mobile Bay en el año 2011.

Su apostadero era la base naval de San Diego (California). La US Navy previó su retiro para el año 2023 junto a otros cruceros.
El 10 de agosto de 2023, el Mobile Bay fue dado de baja en una ceremonia en la Base Naval de San Diego después de más de 36 años de servicio.